# 248 Lameja
248 Lameja (mednarodno ime 248 Lameia) je asteroid v glavnem asteroidnem pasu. 

## Odkritje
Asteroid je odkril avstrijski astronom Johann Palisa 5. junija 1885 na Dunaju . Poimenovan je po Lamiji iz grške mitologije.

## Lastnosti
Asteroid Lameja obkroži Sonce v 3,89 letih. Njegova tirnica ima izsrednost 0,065 nagnjena pa je za 4,05° proti ekliptiki. Njegov premer je 48,66 km, okoli svoje osi se zavrti v 12,00 h .